# Cumbel
Cumbel foi uma comuna da Suíça, no Cantão Grisões, com 238 habitantes. Estendia-se por uma área de 4,45 km², de densidade populacional de 53 hab/km². Confinava com as seguintes comunas: Duvin, Luven, Morissen, Pitasch, Sevgein, Suraua, Vella.
A língua oficial nesta comuna era o Romanche, falada por 85,1% da população.

## História
Em 1 de janeiro de 2013, passou a formar parte da nova comuna de Lumnezia.